# Catedral de Nuestra Señora de la Gracia (Bafatá)
La Catedral de Nuestra Señora de la Gracia también llamada Catedral de Batafá (en portugués: Sé Catedral de Nossa Senhora da Graça) es el nombre que recibe un edificio religioso que está afiliado a la Iglesia católica y se encuentra ubicado en la localidad de Bafatá en la región de Batafá una de las que conforman el país africano de Guinea-Bisáu. Se trata de una de las 2 catedrales que existen en esa nación siendo la otra la dedicada a Nuestra Señora de la Candelaria que se encuentra en la capital, Bisáu. El edificio más que una catedral se asemeja más a una iglesia parroquial de estilo colonial portugués.
El nombre de Nuestra Señora de la Gracia (Nossa Senhora da Graça) para catedrales es común en varias de la excolonias portuguesas, siendo ejemplos de esto la Catedral de Nuestra Señora de la Gracia en Santo Tomé y Príncipe y la Procatedral de Nuestra Señora de la Gracia en Cabo Verde.
Se trata de un templo que sigue el rito romano o latino y funciona como la sede de la diócesis de Batafá (Dioecesis Bafatanus) que cubre más de la mitad del país y fue creada en 2001 mediante la bula "Cum ad fovendam" del papa Juan Pablo II.